# Christian Poser
Christian Poser (* 16. August 1986 in Cottbus) ist ein deutscher Bobfahrer.

## Karriere
Christian Poser ist seit 2008 als Anschieber im Bobsport aktiv. 2010 belegte er bei der Junioren-Weltmeisterschaft den 4. Platz im Vierer.
Bei der Bob-Weltmeisterschaft 2011 am Königssee wurde als einer der Anschieber von Pilot Manuel Machata Weltmeister im Vierer. Ein Jahr später holte er bei der Bob-Weltmeisterschaft in Lake Placid zusammen mit Manuel Machata, Marko Hübenbecker und Andreas Bredau die Bronzemedaille.
Im Bob von Pilot Thomas Florschütz gab Poser sein olympisches Debüt bei den Winterspielen 2014 in Sotschi. Zusammen mit Kevin Kuske und Joshua Bluhm erreichte er den fünften Rang (nach der Disqualifikation der beiden russischen Bobs wegen Dopingvergehen).
Ein Jahr später schob der Cottbuser bei der Bob-Weltmeisterschaft 2015 in Winterberg den Viererbob von Nico Walther zur Silbermedaille.
Bei den Olympischen Winterspielen 2018 in Pyeongchang trat er sowohl im Zweier-, als auch im Viererbob an. Im Zweierbob von Nico Walther belegte das Duo den vierten Rang. Im Viererbob von Johannes Lochner erreichte Poser zusammen mit den beiden anderen Anschiebern Christopher Weber und Christian Rasp den achten Platz.
Seit 2014 ist er mit der amerikanischen Bobsportlerin Jaime Greubel Poser verheiratet.